# Liga Uruguaya de Básquetbol 2008-09
La VI Liga Uruguaya de Básquetbol 2008-09, organizada por la FUB, se inició el 26 de agosto de 2008 y culminó el 17 de marzo de 2009, consagrando por segunda vez consecutiva a Biguá como campeón.

## Sistema de disputa
El sistema de disputa de la Liga consta básicamente de tres etapas: el torneo clasificatorio, la segunda fase y los play-offs que abarca los cuartos de final, las semifinales y las finales.
La liga comienza con el Clasificatorio, donde cada equipo deberá jugar contra todos sus rivales dos veces, una oficiando de local en su cancha y otra de visitante. Terminada esta fase, pasarán a la próxima ronda los diez primeros equipos, el último equipo de la tabla descenderá de categoría para jugar el Torneo Metropolitano, donde el primer y segundo puesto ascienden a la Liga.
Luego de culminado el Torneo de Clasificación comienza la Segunda fase, donde los equipos clasificados entrarán con la mitad de los puntos obtenidos en la Primera fase. En esta ronda, cada equipo deberá jugar una única vez contra cada uno de sus nueve rivales, siendo local para cada caso el equipo que haya vencido dos veces seguidas a su rival o que en la diferencia de puntos aventaje al mismo. Culminada esta fase dos equipos quedarán eliminados y ocho serán los que jueguen los play-offs.
La primera fase de los play-offs son los cuartos de final donde el primero de la tabla resultante de la Segunda fase deberá jugar con el octavo (A), el segundo con el séptimo (B), el tercero con el sexto (C) y el cuarto con el quinto (D), al mejor de tres partidos. Los cuatro equipos vencedores se asegurarán un lugar en las semifinales.
A las semifinales llegarán cuatro equipos, triunfantes de los cuartos de final. En las mismas se enfrentaran el ganador A contra el ganador D, y el ganador B contra el ganador C, y triunfará el equipo que gane al menos tres de los cinco partidos reglamentarios.
De estas semifinales saldrán triunfantes solo dos equipos que se enfrentarán también en cinco contiendas por el título de Campeón uruguayo.

## Equipos 2008-09
| Club              | Ciudad     |
| ----------------- | ---------- |
| Atenas            | Montevideo |
| Club Biguá        | Montevideo |
| Bohemios          | Montevideo |
| Cordón            | Montevideo |
| Defensor Sporting | Montevideo |
| Hebraica y Macabi | Montevideo |
| Malvín            | Montevideo |
| Olimpia           | Montevideo |
| Paysandú BBC      | Paysandú   |
| Sayago            | Montevideo |
| Tabaré            | Montevideo |
| Trouville         | Montevideo |
| Unión Atlética    | Montevideo |
| Welcome           | Montevideo |

### Cambios de entrenadores
El Club Biguá contrató en la 4.ª fecha del Clasificatorio al argentino Néstor "Che" García, para el puesto que desde comienzos de la Liga estaba vacante.
En Welcome cesaron a Gustavo Sande en la 7.ª fecha, siendo reemplazado por Daniel Bragunde.
Marcelo Signorelli se mantuvo en la dirección de Paysandú BBC hasta la 9.ª fecha. Fue reemplazado por Eduardo Cadillac en la 11.ª fecha.
En la 10.ª fecha César Somma abandonó la dirección de Cordón siendo reemplazado por Milton Larralde. Tras dejar Cordón asumió la dirección de Unión Atlética ya que Juan Carlos Werstein había decidido renunciar una fecha atrás.
Gonzalo Fernández, director técnico de Sayago, fue cesado tras la derrota en la 14.ª fecha, asumiendo por él Fridi Hammer.
En Hebraica Héctor Da Prá fue cesado tras la 6.ª fecha del Clasificatorio. Miguel Volcán lo reemplazó en la 8.ª fecha. En Atenas Víctor Hugo Berardi fue cesado en la 7.ª fecha, quien asumió la conducción del equipo fue Marcelo Signorell.
Finalmente, Eduardo Cadillac fue cesado en Paysandú tras la 7.ª fecha, asumiendo por él Pablo Lanasa.

## Desarrollo

### Torneo Clasificatorio
El Torneo clasificatorió se inició el 26 de agosto de 2008 dando por comenzada la Liga. Culminó el 14 de diciembre, dejando diez clasificados, tres eliminados (que estarán en la Liga 2009-10) y un descenso, el de Welcome.
| Puesto | Equipo            | G  | P  | PTS |
| ------ | ----------------- | -- | -- | --- |
| 1º     | Defensor Sporting | 18 | 8  | 44  |
| 2º     | Biguá             | 18 | 8  | 44  |
| 3º     | Malvín            | 17 | 9  | 43  |
| 4º     | Tabaré            | 16 | 10 | 42  |
| 5º     | Atenas            | 18 | 8  | 42  |
| 6º     | Olimpia           | 15 | 11 | 41  |
| 7º     | Hebraica y Macabi | 14 | 12 | 40  |
| 8º     | Paysandú BBC      | 12 | 14 | 38  |
| 9º     | Trouville         | 12 | 14 | 38  |
| 10º    | Bohemios          | 11 | 15 | 37  |
| 11º    | Cordón            | 9  | 17 | 35  |
| 12º    | Unión Atlética    | 10 | 16 | 34  |
| 13º    | Sayago            | 7  | 19 | 33  |
| 14º    | Welcome           | 5  | 21 | 30  |

|  | Equipos clasificados a la Segunda fase. |
|  | Desciende al Torneo Metropolitano.      |

### Segunda fase
La Segunda fase de la Liga se inició el 17 de diciembre de 2008 y culminó el 3 de febrero de 2009 con la eliminación de Paysandú BBC y Bohemios de la disputa. Tras la finalización se conocieron los rivales de cada equipo para los cuartos de final: Biguá (1º) contra Tabaré (8º); Defensor Sporting (2º) contra Trouville (7º); Malvín (3º) contra Hebraica y Macabi (6º); y finalmente Atenas (4º) contra Olimpia (5º).
| Puesto | Equipo            | G  | P  | PTS  |
| ------ | ----------------- | -- | -- | ---- |
| 1º     | Biguá             | 33 | 11 | 55   |
| 2º     | Defensor Sporting | 31 | 13 | 53   |
| 3º     | Malvín            | 29 | 15 | 51,5 |
| 4º     | Atenas            | 30 | 14 | 51   |
| 5º     | Olimpia           | 26 | 18 | 49,5 |
| 6º     | Hebraica          | 23 | 21 | 47   |
| 7º     | Trouville         | 20 | 24 | 44   |
| 8º     | Tabaré            | 20 | 24 | 43   |
| 9º     | Paysandú BBC      | 15 | 29 | 40   |
| 10º    | Bohemios          | 14 | 30 | 39,5 |

|  | Equipos clasificados a Play-offs. |

### Play-offs
Los play-offs se iniciaron el 13 de febrero de 2009 con el comienzo de los cuartos de final y culminaron con la última final el 17 de marzo, donde Biguá se consagró bicampeón.
|  | Cuartos de final       | Cuartos de final       |                     |                     | Semifinales            | Semifinales            |  |         | Final                  | Final                  |  |
|  | Al mejor de 3 partidos | Al mejor de 3 partidos |                     |                     | Al mejor de 5 partidos | Al mejor de 5 partidos |  |         | Al mejor de 5 partidos | Al mejor de 5 partidos |  |
|  |                        |                        |                     |                     |                        |                        |  |         |                        |                        |  |
|  |                        |                        |                     |                     |                        |                        |  |         |                        |                        |  |
|  | 1 Biguá                | 2                      |                     |                     |                        |                        |  |         |                        |                        |  |
|  | 1 Biguá                | 2                      |                     |                     |                        |                        |  |         |                        |                        |  |
|  | 8 Tabaré               | 0                      |                     |                     |                        |                        |  |         |                        |                        |  |
|  | 8 Tabaré               | 0                      |                     | 1 Biguá             | 3                      |                        |  |         |                        |                        |  |
|  |                        |                        |                     | 1 Biguá             | 3                      |                        |  |         |                        |                        |  |
|  |                        |                        | 4 Atenas            | 2                   |                        |                        |  |         |                        |                        |  |
|  | 4 Atenas               | 2                      | 4 Atenas            | 2                   |                        |                        |  |         |                        |                        |  |
|  | 4 Atenas               | 2                      |                     |                     |                        |                        |  |         |                        |                        |  |
|  | 5 Olimpia              | 0                      |                     |                     |                        |                        |  |         |                        |                        |  |
|  | 5 Olimpia              | 0                      |                     |                     |                        |                        |  | 1 Biguá | 3                      |                        |  |
|  |                        |                        |                     |                     |                        |                        |  | 1 Biguá | 3                      |                        |  |
|  |                        |                        | 2 Defensor Sporting | 0                   |                        |                        |  |         |                        |                        |  |
|  | 3 Malvín               | 2                      | 2 Defensor Sporting | 0                   |                        |                        |  |         |                        |                        |  |
|  | 3 Malvín               | 2                      |                     |                     |                        |                        |  |         |                        |                        |  |
|  | 6 Hebraica y Macabi    | 0                      |                     |                     |                        |                        |  |         |                        |                        |  |
|  | 6 Hebraica y Macabi    | 0                      |                     | 2 Defensor Sporting | 3                      |                        |  |         |                        |                        |  |
|  |                        |                        |                     | 2 Defensor Sporting | 3                      |                        |  |         |                        |                        |  |
|  |                        |                        | 3 Malvín            | 1                   |                        |                        |  |         |                        |                        |  |
|  | 2 Defensor Sporting    | 2                      | 3 Malvín            | 1                   |                        |                        |  |         |                        |                        |  |
|  | 2 Defensor Sporting    | 2                      |                     |                     |                        |                        |  |         |                        |                        |  |
|  | 7 Trouville            | 0                      |                     |                     |                        |                        |  |         |                        |                        |  |
|  | 7 Trouville            | 0                      |                     |                     |                        |                        |  |         |                        |                        |  |
|  |                        |                        |                     |                     |                        |                        |  |         |                        |                        |  |

| Campeón de la LUB 2008-09 |
| ------------------------- |
| Biguá 2° Título de la LUB |

## Curiosidades de la Liga 2009-10
- Biguá fue el club que más partidos ha ganado consecutivamente, obteniendo 12 victorias seguidas.

- Paysandú BBC fue el club que ha perdido más partidos consecutivamente, perdiendo 14 veces seguidas.

- El partido con más tantos anotados se dio entre Welcome y Biguá, con 228 tantos: 112 para Welcome y 116 para Biguá.

- El partido con menos tantos anotados se dio entre Olimpia y Sayago, con 125 tantos: 79 para Olimpia y 46 para Sayago.

- La mayor diferencia en un partido se dio entre Defensor y Trouville, donde el primer equipo aventajó en 49 puntos a su adversario.

- El equipo con más tantos a favor en un solo encuentro fue Biguá con 116.

- El equipo con menos tantos a favor en un solo encuentro fue Sayago con 46 puntos.